# Friedrich Christoph von Dohna

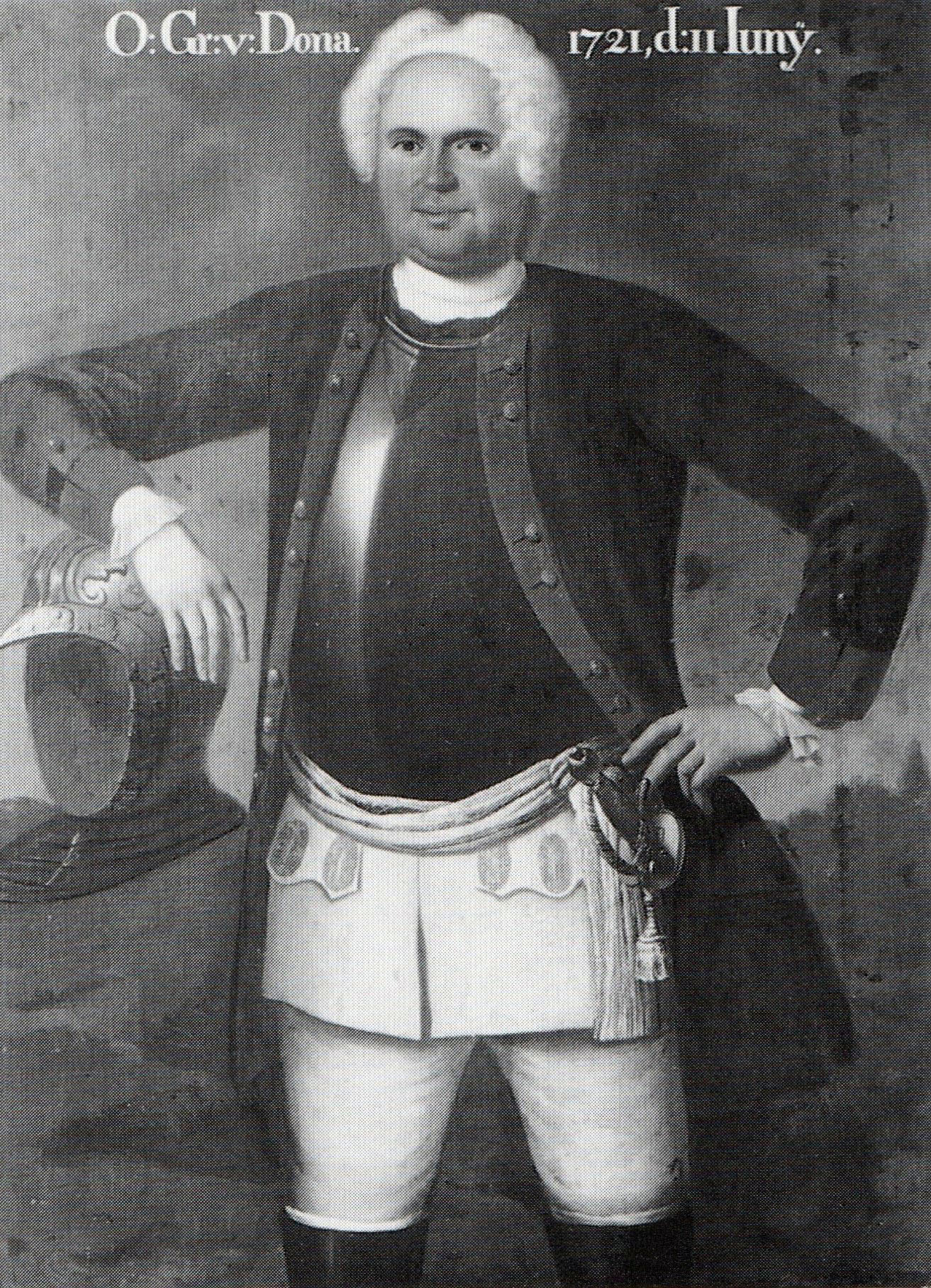
Friedrich Christoph von Dohna.

Friedrich Christoph von Dohna (* 7. Januar 1664 auf Schloss Carwinden; † 20. Juli 1727 in Wismar) war sowohl kurbrandenburgischer als auch schwedischer Diplomat und Generalleutnant. Er war Herr von Wartenberg, Carwinden, Schlobitten und Borckersdorff sowie Hjulsta und Ekholmen in Schweden.

## Herkunft
Er entstammt der schwedischen Linie derer von Dohna. Seine Eltern waren der schwedische General Christoph Delphicus von Dohna (1628–1668) und dessen Ehefrau Anna Oxenstierna (1620–1691). Seine Schwester Amalie Luise (1661–1724) war mit dem brandenburgischen Feldmarschall Alexander zu Dohna-Schlobitten verheiratet, seine Schwester Charlotte Eleonore (1660–1735) mit dem Oberst Gustav Mauritz Lewenhaupt.

## Leben
Er wuchs vermutlich in Neukloster auf wo er bis 1682 bei seiner blinden Mutter blieb. Allerdings besuchte er 1678 seine schwedischen Verwandten bei den Verhandlungen zum Friede von Nimwegen in Nimwegen, wo er einen Brief an die Gesandten Oxenstierna und Olivekrantz überbrachte.
Er war danach zunächst Hauptmann in kurhannoverischer Diensten. Während des Großen Türkenkrieges nahm er 1685 unter Otto Wilhelm von Königsmarck am Feldzug in Morea teil. Er wechselte 1687 in schwedische Dienste und wurde schwedischer Bevollmächtigter am kaiserlichen Hof in Wien. Dort vermittelte er mit dem Kaiser den Streit zwischen Dänemark und Holstein-Gottorp. 1690 kam er zum Reichstag nach Augsburg und wurde danach an den preußischen Hof nach Königsberg geschickt. Aber am 5. März 1692 wurde er dann Oberst eines sächsischen Regiments, bevor er dann am 11. November 1694 als Generalmajor in brandenburgische Dienste wechselte, dort wurde er 1700 auch zum Generalleutnant befördert. Im gleichen Jahr schickte ihn der Kurfürst dann als brandenburgisch-preußischen Gesandten an den schwedischen Hof, wo er der Krönung von Karl XII. beiwohnte. Ferner verhandelte er dort die Grenzziehung zwischen Schwedisch-Pommern und Brandenburg. Im Jahr 1701 wurde er zum Amtshauptmann von Ragnit ernannt, was er bis 1719 blieb. Während des Großen Nordischen Krieges war er in diplomatischen Missionen unterwegs, so holte ihn Karl XII. einige Male zu sich nach Heilsberg und Elbing. Nach der Schlacht bei Poltawa erhielt er von polnischen König Stanislaus I. den schwedischen König von der sich formierenden antischwedischen Koalition zu unterrichten. Nach dem Sturz des polnischen Königs 1709 wurde Dohna aber nach Russland ausgeliefert, wo er für 11 Monate in Smolensk interniert wurde, von dort wurde er durch den preußischen König befreit. Anschließend verhandelte er die Freilassung der zahlreichen schwedischen Gefangenen sowie Handelsabkommen. Das Schweden und Preußen sich aber feindlich gegenüberstanden belastete ihn sehr. Am 30. September 1719 erhielt er die Genehmigung nach Schweden zu reisen, wo er Neukloster besuchte. Nach dem Frieden zwischen Preußen und Schweden wurde er am 19. Dezember 1720 dann auch schwedischer Generalleutnant und am 31. Januar 1722 ernannte man ihn auch zum Präsidenten des Tribunals in Wismar. Er starb in Wismar am 9. Juli 1727.

## Familie
Er heiratete am 15. März 1685 in Genf Louise Antoinette von Dohna (* 1. Oktober 1660; † 16. Januar 1716), eine Tochter des Friedrich von Dohna. Das Paar hatte mehrere Kinder:
- Karl August (* 18. Dezember 1691; † 23. November 1744) schwedischer Generalmajor ⚭ 1720 Freiin Hedwig Soop von Limingo (* 26. September 1703; † 14. August 1776)
- Friedrich Ludwig (* 31. August 1697; † 6. Januar 1749) ⚭ 1721 Gräfin Wilhelmine zu Dohna-Schlobitten (* 8. Juli 1697; † 10. September 1754)
- Christoph (1690–1690)
- Ulrike Eleonore Esperance Anna (* 3. April 1689; † 6. Oktober 1760) ⚭ 1712 Graf Heinrich Georg zu Waldeck und Pyrmont (* 24. Mai 1683; † 3. August 1736)
- Sophie Charlotte (* 20. April 1690)
- Wilhelmine Amalie (1695–1699)

Nach dem Tod seiner ersten Frau heiratete er 1717 die Gräfin Eleonore Elisabeth Oxenstierna von Croneborg (* 19. Januar 1674; † 22. Juni 1736). Das Paar blieb ohne Kinder.